# Верхня Якушка
Верхня Якушка (рос. Верхняя Якушка) — селище в Новомаликлинському районі Ульяновської області Російської Федерації.
Населення становить 742 особи. Входить до складу муніципального утворення Середньоякушкинське сільське поселення.

## Історія
Від 2004 року входить до складу муніципального утворення Середньоякушкинське сільське поселення.

## Населення
| 2010 |
| ---- |
| 742  |